# Anisochelus inornatus
Anisochelus inornatus är en skalbaggsart som beskrevs av Hermann Burmeister 1844. Anisochelus inornatus ingår i släktet Anisochelus och familjen Melolonthidae. Inga underarter finns listade i Catalogue of Life.